# Torfowiec spiczastolistny
Torfowiec spiczastolistny (Sphagnum cuspidatum Ehrh. ex Hoffm.) – gatunek mchu z rodziny torfowcowatych.

## Rozmieszczenie geograficzne
Występuje w Europie, Ameryce Północnej i wschodniej Azji, głównie na obszarach pod wpływem klimatu oceanicznego.
W Ameryce Północnej rośnie we wschodniej części Stanów Zjednoczonych (w stanach: Alabama, Connecticut, Delaware, Floryda, Georgia, Illinois, Indiana, Kansas, Karolina Południowa, Karolina Północna, Maine, Maryland, Massachusetts, Michigan, Minnesota, Missisipi, New Hampshire, New Jersey, Nowy Jork, Ohio, Pensylwania, Rhode Island, Tennessee, Vermont, Wirginia, Wirginia Zachodnia, Wisconsin) i Kanady (w prowincjach: Nowy Brunszwik, Nowa Fundlandia i Labrador, Nowa Szkocja, Ontario i Quebec).
W Europie występuje w północno-zachodniej, północnej i środkowej części kontynentu. W południowej części zasięgu rośnie na izolowanych obszarach w Pirenejach, w północno-zachodniej części Półwyspu Iberyjskiego, w Alpach, Górach Dynarskich i Karpatach. Mniej lub bardziej zwarty zasięg obejmuje obszar od Francji po północno-zachodnią Rosję, Wyspy Brytyjskie oraz południową i środkową część Półwyspu Skandynawskiego.
W Azji występuje w Japonii.
W Polsce rośnie na terenie całego kraju, choć częściej w północnej części. W górach jest raczej rzadki. W Karkonoszach rośnie do wysokości 1250 m n.p.m.

## Morfologia i anatomia

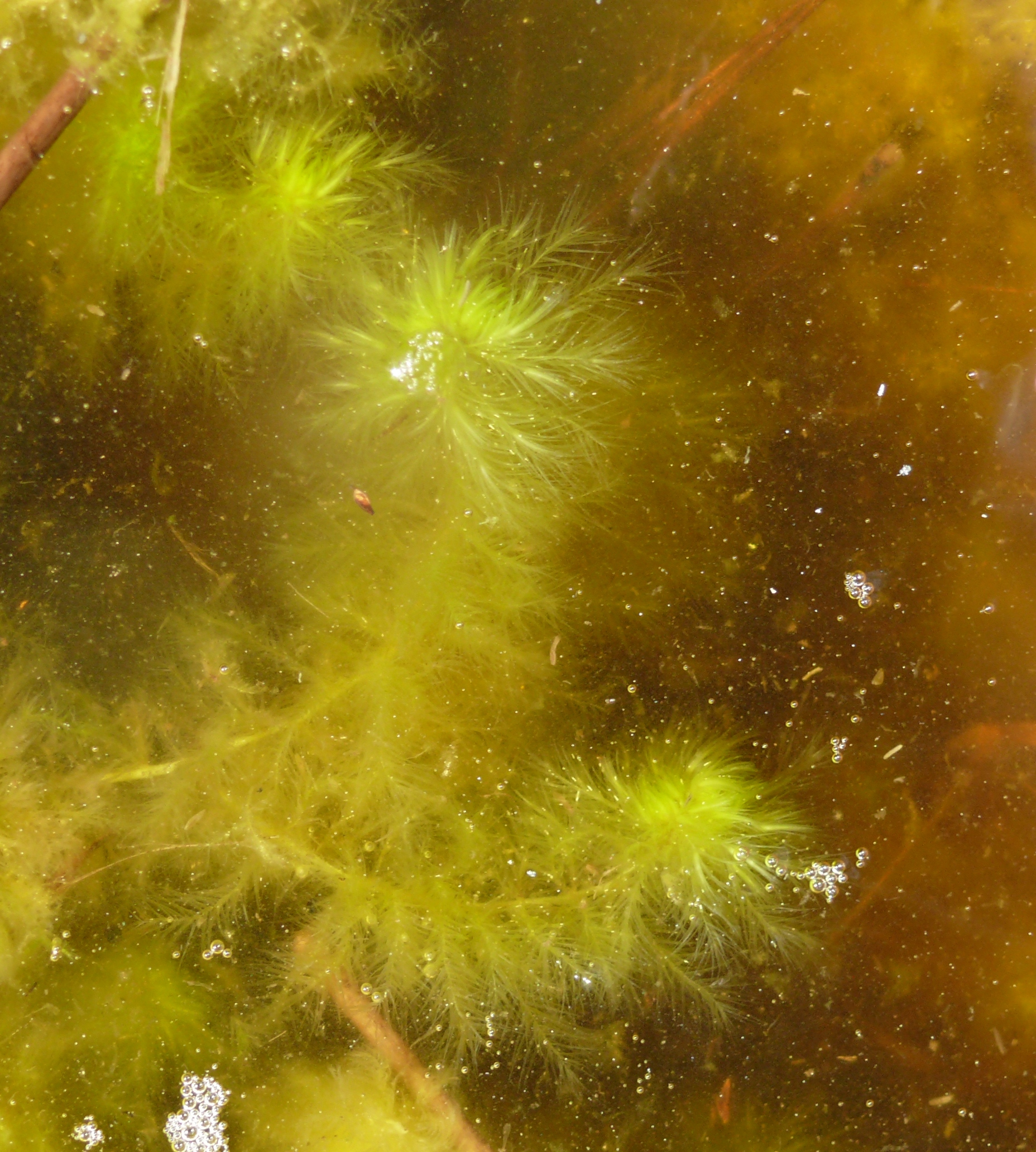
Torfowiec spiczastolistny rosnący w wodzie

PokrójTorfowiec średniej wielkości, choć formy wodne mogą osiągać kilkadziesiąt centymetrów długości; formy lądowe są zwarte, a często unoszące się w wodzie formy wodne są luźne lub bardzo luźne; smukły i mający raczej wiotkie łodyżki. Tworzy darnie jasnozielone, zielone, żółtozielone z nieco brązowymi lub pomarańczowoczerwonymi przebarwieniami, szczególnie latem.
GłówkiU form lądowych dość zbite, u form wodnych luźne, duże i płaskie.
PęczkiZbite bądź luźne, zazwyczaj z czterema gałązkami (czasami trzema, rzadko pięcioma), wtedy dwie gałązki są odstające, dwie zwisające. Gałązki są wydłużone, mają różną długość (do 12 mm u form lądowych, u form wodnych znacznie dłuższe) i mocno zwężają się ku końcom. U form wodnych mogą przypominać końcówkę pędzla lub mokry koci ogon, kiedy zostaną wyjęte z wody.
ŁodyżkiCienkie, do 0,8 mm średnicy, kruche, wiotkie, bladozielone do żółtych. Kora jest dobrze rozwinięta i złożona z dwóch lub trzech warstw komórek. Cylinder wewnętrzny jest zielony do żółtego, niekiedy brązowawy lub różowawy. Łodyżki gałązkowe są często czerwonawe u nasady i mają nieco tylko wyraźne, najczęściej sparowane komórki retortowe w warstwie korowej.
Listki łodyżkoweWąsko trójkątne, trójkątne lub trójkątno-jajowate, dłuższe niż szersze, najczęściej powyżej 1,2 mm długości, ze szczytem ostro zakończonym, wklęsłe, z podwiniętymi krawędziami w górnej części, zwisające lub odstające, rzadko przylegające do łodyżki, z obrzeżeniem rozszerzającym się u nasady listka. Komórki wodne są licznie listewkowane, przynajmniej w dystalnej części listka.
Listki gałązkoweWąsko lancetowate, długie i wąskie, do 5 mm długości (u form wodnych znacznie dłuższe), proste lub zakrzywione, co najmniej trzy razy dłuższe niż wynosi szerokość ich środkowej części, a u form wodnych nawet wielokrotnie dłuższe. Listki gałązek odstających w części dystalnej są rurkowato zawinięte i często spiralnie rozmieszczone. Komórki wodne są długie i wąskie w górnej połowie liścia, na powierzchni grzbietowej płaskie w przekroju poprzecznym, bez porów lub tylko z kilkoma małymi w końcach komórek lub kątach; na powierzchni brzusznej słabo do silnie wypukłych w przekroju poprzecznym, często z kilkoma małymi, bezpierścieniowymi porami. Komórki chlorofilowe w przekroju poprzecznym są trapezowe, duże, prawie tak szerokie jak komórki wodne; otwarte po obu stronach liścia.
Gametangia i sporogonyJest to mech dwupienny. Sporogony występują okazjonalnie, dojrzewają od wczesnego lata do około jego połowy. Zarodniki mają 28–39 μm średnicy, brodawkowate na obu powierzchniach – doosiowej i odosiowej, przez co sprawiające wrażenie pęcherzykowatych lub krostowatych. Laesura proksymalna dłuższa niż pół długości promienia zarodnika.
Gatunki podobneFormy lądowe torfowca spiczastolistnego mogą być mylone z torfowcem kończystym (Sphagnum fallax); formy wodne S. cuspidatum ze względu na bardzo wąskie, lancetowate listki gałązkowe są trudne do pomylenia. Oba te torfowce różnią się jednak listkami łodyżkowymi. U torfowca kończystego są co najwyżej nieco tylko dłuższe niż szersze, u torfowca spiczastolistnego są prawie zawsze wyraźnie dłuższe niż szersze. Listki gałązkowe z kolei u S. cuspidatum są dłuższe (co najmniej trzy razy tak długie jak szerokie) i węższe, podczas gdy u S. fallax są krótsze i szersze. Dodatkowo, komórki chlorofilowe u torfowca kończystego w przekroju poprzecznym listka gałązkowego są trójkątne, sięgają nieco powyżej połowy wysokości komórki wodnej i są nieco otwarte lub zamknięte od strony brzusznej. U torfowca spiczastolistnego są duże, trapezowe i otwarte po obu stronach liścia.
Podobny do form lądowych torfowca spiczastolistnego może być torfowiec Dusena (Sphagnum majus). Ten drugi tworzy jednak darnie koloru brązowego (formy rosnące w cieniu mogą być zielonkawe), podczas gdy torfowiec spiczastolistny przeważnie zielonego. Brązowe przebarwienia u S. cuspidatum mogą wystąpić jedynie latem. Ponadto u torfowca Dusena liczne są pory w komórkach wodnych listków gałązkowych po stronie grzbietowej, u torfowca spiczastolistnego nie ma ich wcale lub jedynie kilka w kątach komórek. W końcu listki na gałązkach u torfowca spiczastolistnego są miękkie, a u torfowca Dusena dość sztywne.

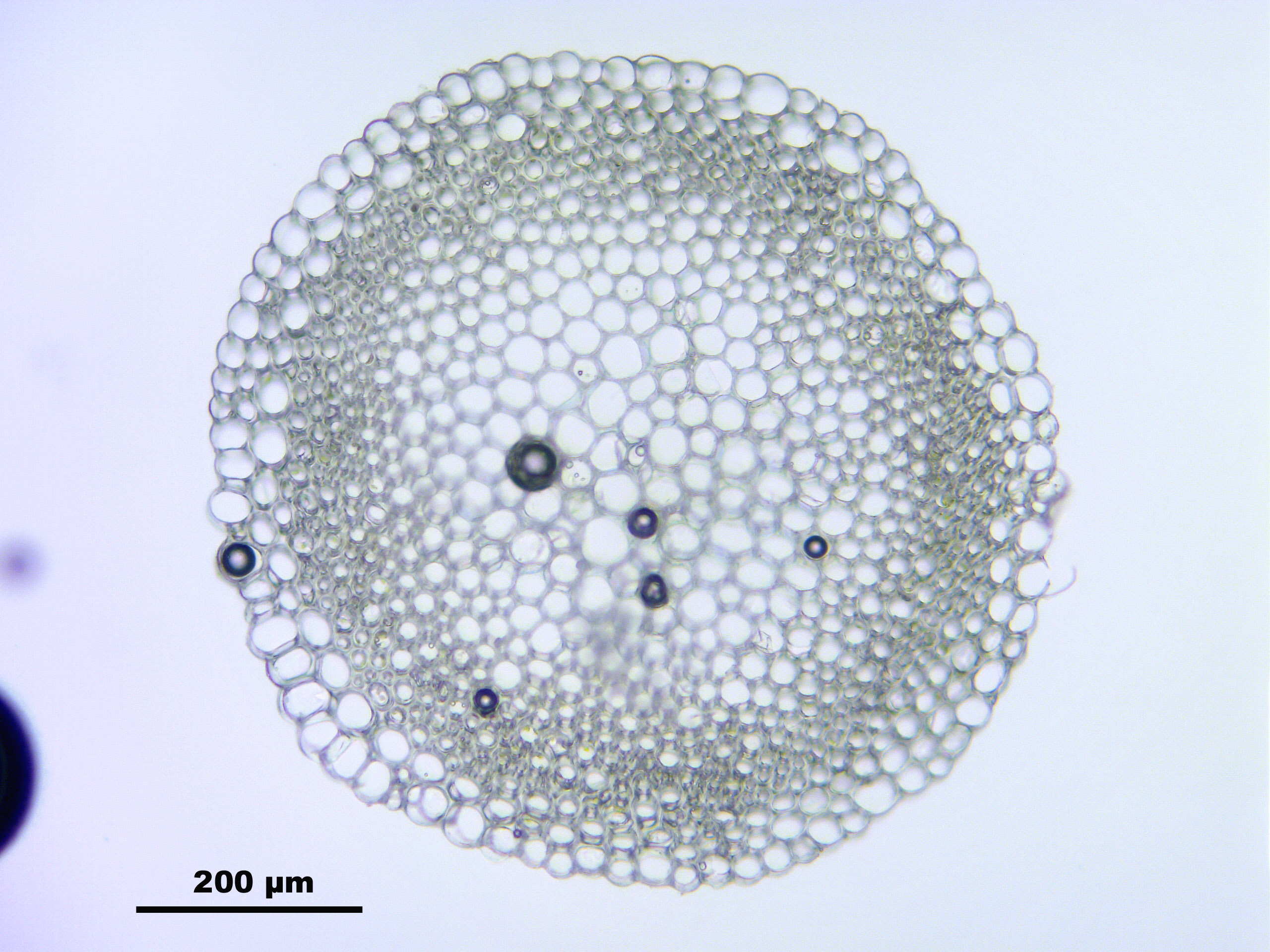
Przekrój poprzeczny przez łodyżkę gałązkową
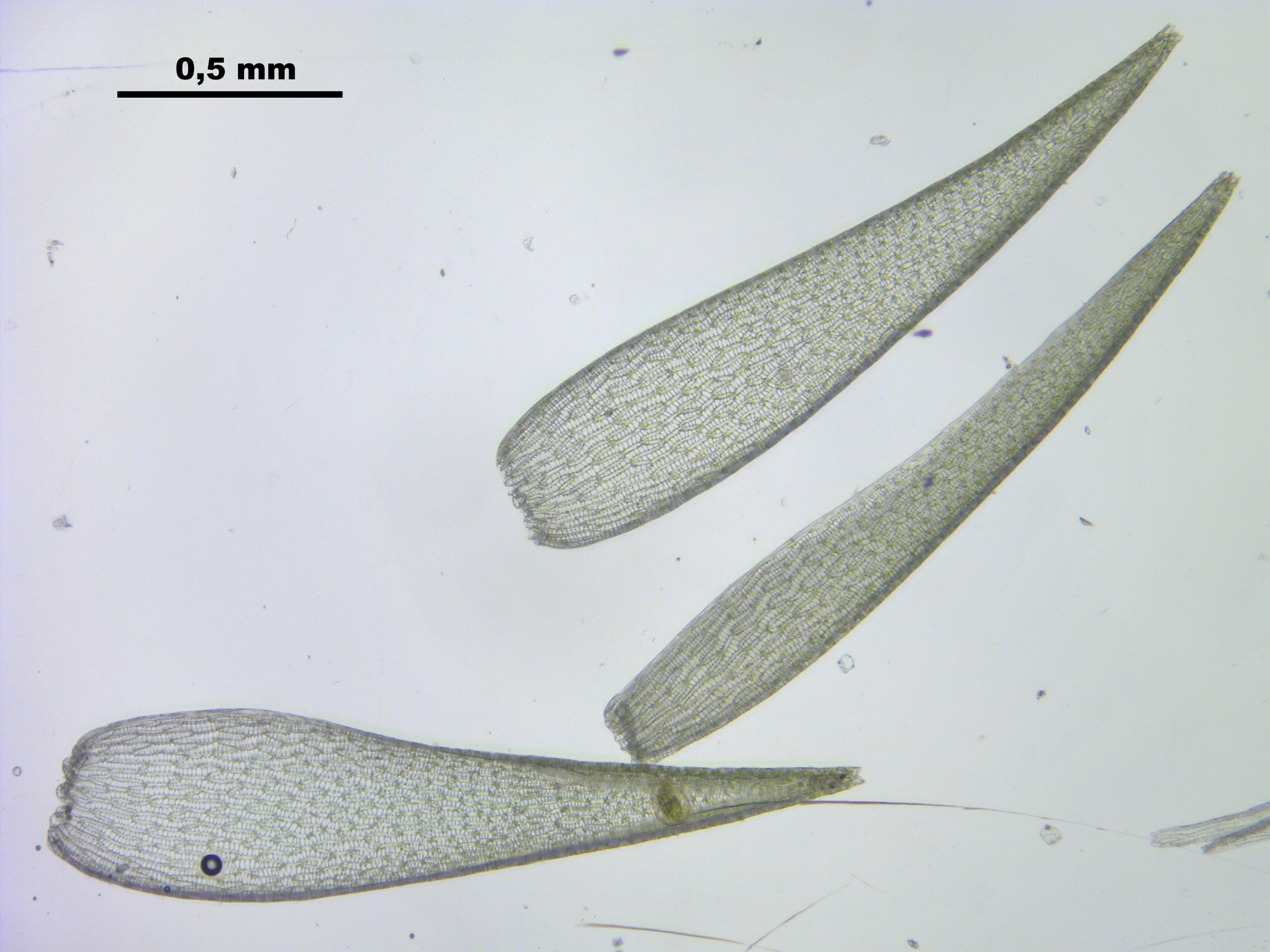
Listki gałązkowe
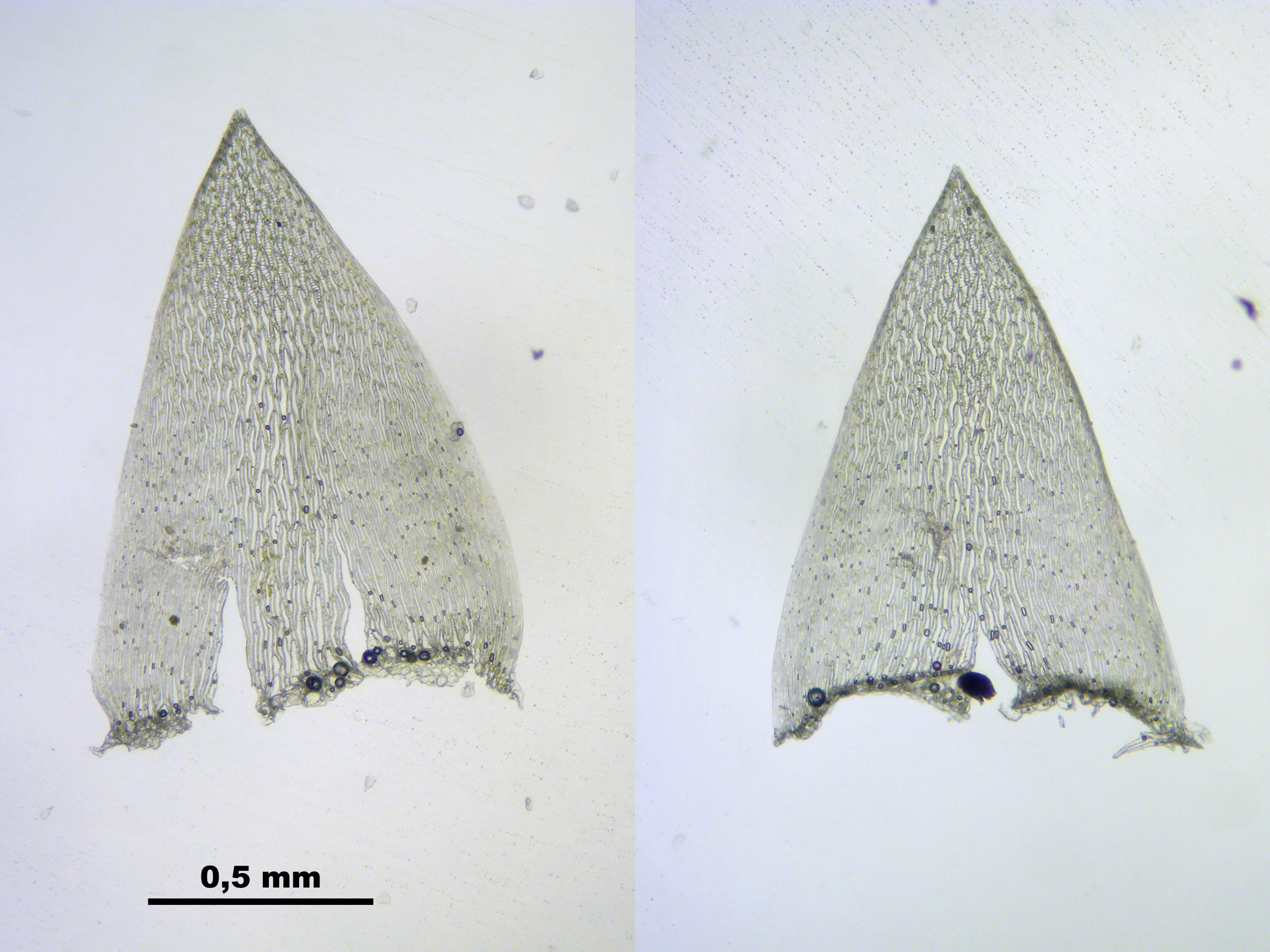
Listki łodyżkowe

## Systematyka i zmienność
Gatunek zaliczany jest do podrodzaju Cuspidata Lindb. Podrodzaj obejmuje przeważnie dużych rozmiarów torfowce hydrofilne o długich łodyżkach, tworzące głębokie i miękkie darnie. W podrodzaju tym najczęściej spotyka się formy zielone i żółtozielone, nieco rzadziej żółte i brunatne, nie występują natomiast formy czerwone.
W 1988 zaproponowano wyodrębnienie gatunku Sphagnum viride różniącego się bardziej zieloną barwą, nieco szerszymi listkami łodyżkowymi i nieco krótszymi komórkami wodnymi (mniej niż 8 × tak długimi jak szerokimi). Ze względu na słabe i nieostre różnice diagnostyczne celowość wyróżniania takich roślin w randze odrębnego gatunku jest kwestionowana.

## Ekologia i biologia

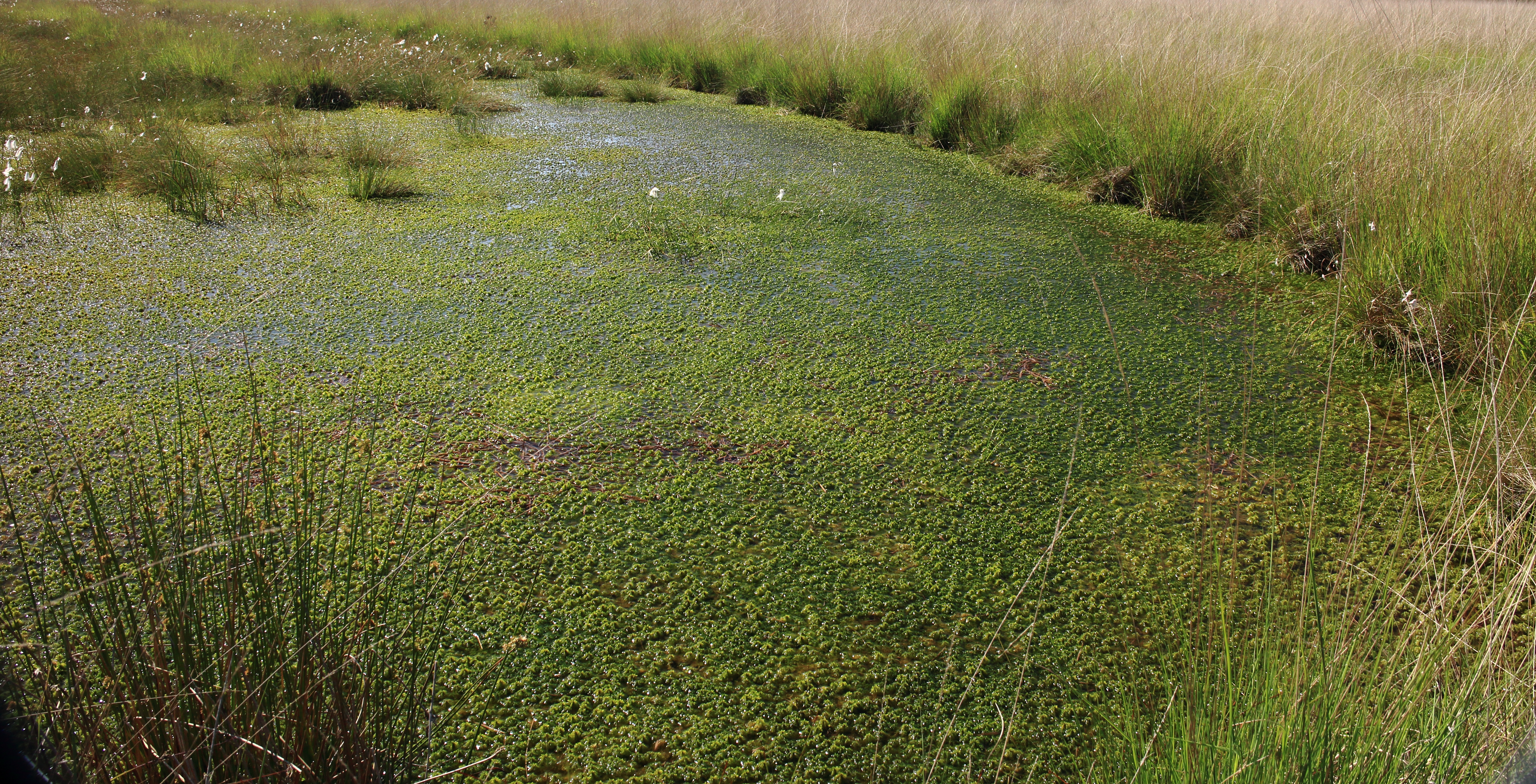
Luźny kożuch torfowca spiczastolistnego w zbiorniku na torfowisku

Występuje głównie na torfowiskach przejściowych oraz w dolinkach mszarnych torfowisk wysokich. Rośnie zazwyczaj bezpośrednio w wodzie oraz w miejscach silnie podtopionych, często w jeziorach śródtorfowiskowych i dołach potorfowych. Jako gatunek charakterystyczny dla dolinek charakteryzuje się mniejszą chłonnością wody niż torfowce na szczytach kępek. Często tworzy jednogatunkowe agregacje, czasem współwystępuje z torfowcem ząbkowanym S. denticulatum i Dusena S. majus. Na obrzeżach dolinek może rosnąć w towarzystwie schodzących doń torfowców z sąsiedztwa takich jak: torfowiec kończysty S. fallax czy brodawkowaty S. papillosum. Bywa spotykany także wśród ciborowatych na brzegach jezior oligotroficznych.
W klasyfikacji zbiorowisk roślinnych gatunek charakterystyczny dla rzędu (O.) Scheuchzerietalia palustris.
Zarodnikowanie następuje w miesiącach letnich i jest rzadkie.

## Zagrożenia i ochrona
Torfowiec ten w skali całej Europy nie jest zagrożony – ma status gatunku najmniejszej troski (LC). W uzasadnieniu oceny wskazano na rozległy zasięg i liczne występowanie, aczkolwiek degradacja siedlisk z pewnością powoduje zmniejszanie jego zasobów.
Gatunek jest objęty w Polsce ochroną prawną od 2001 roku. W latach 2001–2004 podlegał ochronie częściowej, w latach 2004–2014 objęty był ścisłą ochroną gatunkową. Od roku 2014 wpisany na listę gatunków roślin objętych ochroną częściową w Polsce na podstawie Rozporządzenia Ministra Środowiska z dnia 9 października 2014 r. w sprawie ochrony gatunkowej roślin.